# National Museum of Health and Medicine
Het National Museum of Health and Medicine is een museum in Washington D.C.. Het maakt deel uit van het Armed Forces Institute of Pathology en is lid van het National Health Sciences Consortium. Chirurg William Alexander Hammond opende het museum in 1862.
Tegenwoordig huisvest het museum vijf collecties die bestaan uit meer dan 25 miljoen artefacten waaronder 5000 skeletachtige specimen, 10000 gepreserveerde organen, 12000 medische gereedschappen, een archief van historische medische documenten en collecties met betrekkingen tot neuroanatomie en organogenese.
Het bekendste artefact van het museum is een kogel die werd afgevuurd tijdens de moordaanslag op 14 april 1865 op Abraham Lincoln door John Wilkes Booth. In het museum tentoongesteld zijn de kogel, de sonde van de chirurg om de kogel te vinden, stukken van Lincolns haar en schedel en een manchet van het overhemd van de chirurg met daarop bloed van Lincoln.
Het museum staat op de campus van Walter Reed Army Medical Center, vijf mijl ten noorden van het Witte Huis. Het is gratis toegankelijk voor publiek maar veiligheidsbeperkingen vereisen een
foto-identificatie voor alle volwassen bezoekers. Het is elke dag, behalve met kerstmis, open van tien uur 's ochtends tot vijf uur 's middags.
Vanwege de sluiting van het WRAMC zal het museum in 2011 naar een nieuwe locatie verhuizen op de campus van het National Naval Medical Center en nabij het National Institutes of Health in Bethesda, Maryland. Het zal open blijven tot de verhuizing klaar is.